# Друштвеност
Друштвеност је генеричко својство човека да ступа у друштвене везе и односе са другим људима, да се удружује и да живи заједно с другима у друштвеној заједници. У психологији, особина личности која се манифестује у склоности ка тражењу, лаком успостављању и одржавању међуличних односа са већим бројем људи. Друштвеност се може сматрати суштинским својством човека као културног и друштвеног бића. К. Хорнај повезује друштвеност са „потребом за љубављу и одобравањем, а нарочито потребом за партнерским односима”.